# Schernikau
Schernikau is een plaats en voormalige gemeente in de Duitse deelstaat Saksen-Anhalt, en maakt deel uit van de gemeente Bismark (Altmark) in de Landkreis Stendal.
Schernikau vormt samen met het kleinere, 2 km verder noordwaarts gelegen, dorp Belkau een Ortschaft van de gemeente Bismark. De twee plattelandsdorpen hadden, begin 2022, respectievelijk 251 en 120 inwoners. Het ligt 16 km ten oosten van Bismark, en 6 km ten westen van de stad Stendal.
Zoals in de gehele regio, woonden hier van de 8e tot en met de 11e eeuw mensen, die tot Slavische volkeren behoorden. Vanaf de 12e en 13e eeuw werden er, in het kader van de Oostkolonisatie, boeren uit Vlaanderen en de westelijke Duitse landen uitgenodigd, hier boerderijen te beginnen. Veel van de dorpjes behielden hun Slavische naam, zij het verbasterd. Voorbeelden hiervan zijn Schernikau en Belkau, afgeleid van tsjerni en bjeli, zwart en wit; de namen betekenen: huis van de zwarte, respectievelijk huis van de witte.  Beide dorpen hebben een oude, omstreeks 1200 gebouwde kerk.

## Afbeeldingen

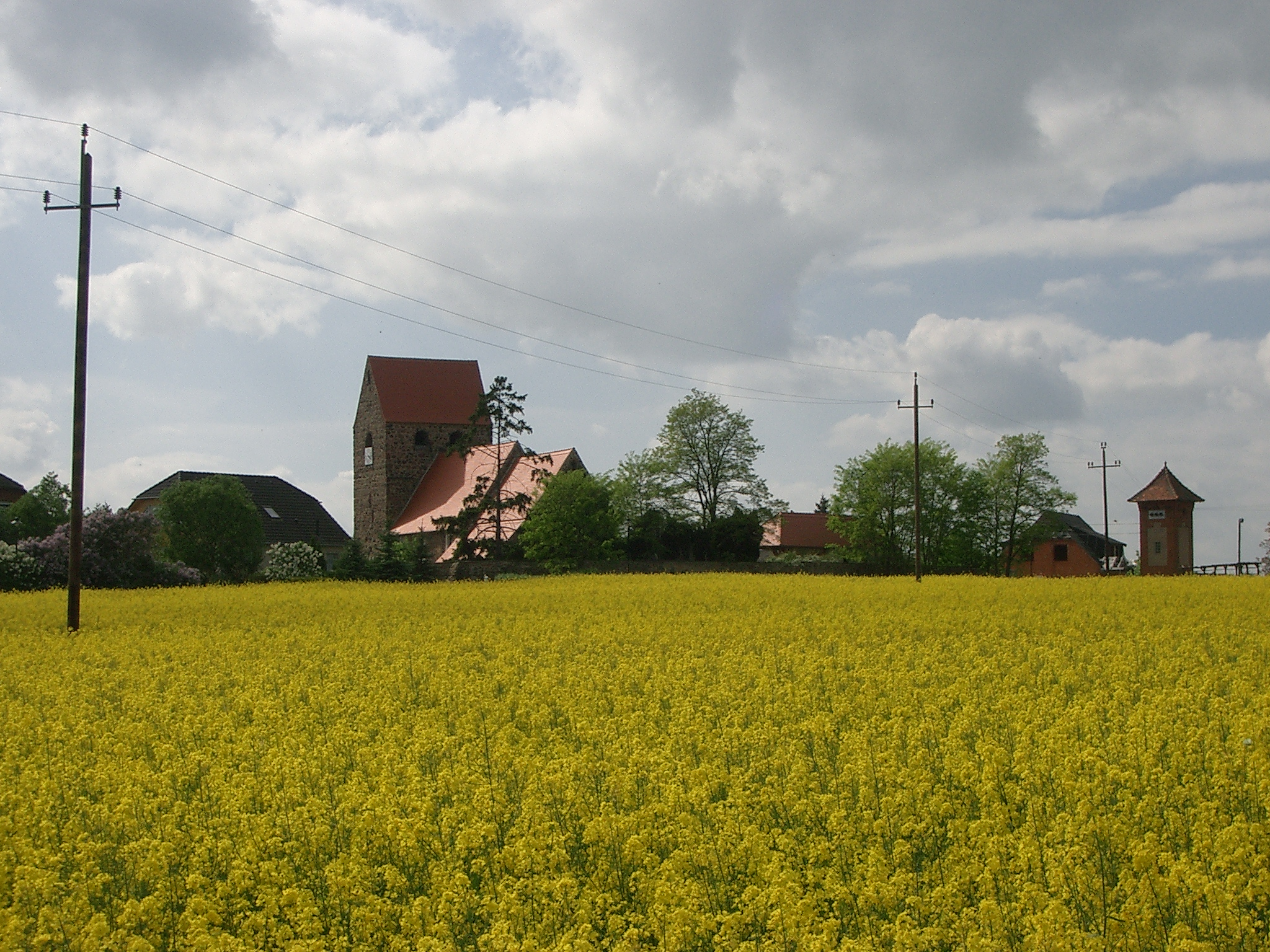
Koolzaadakkers rondom Schernikau
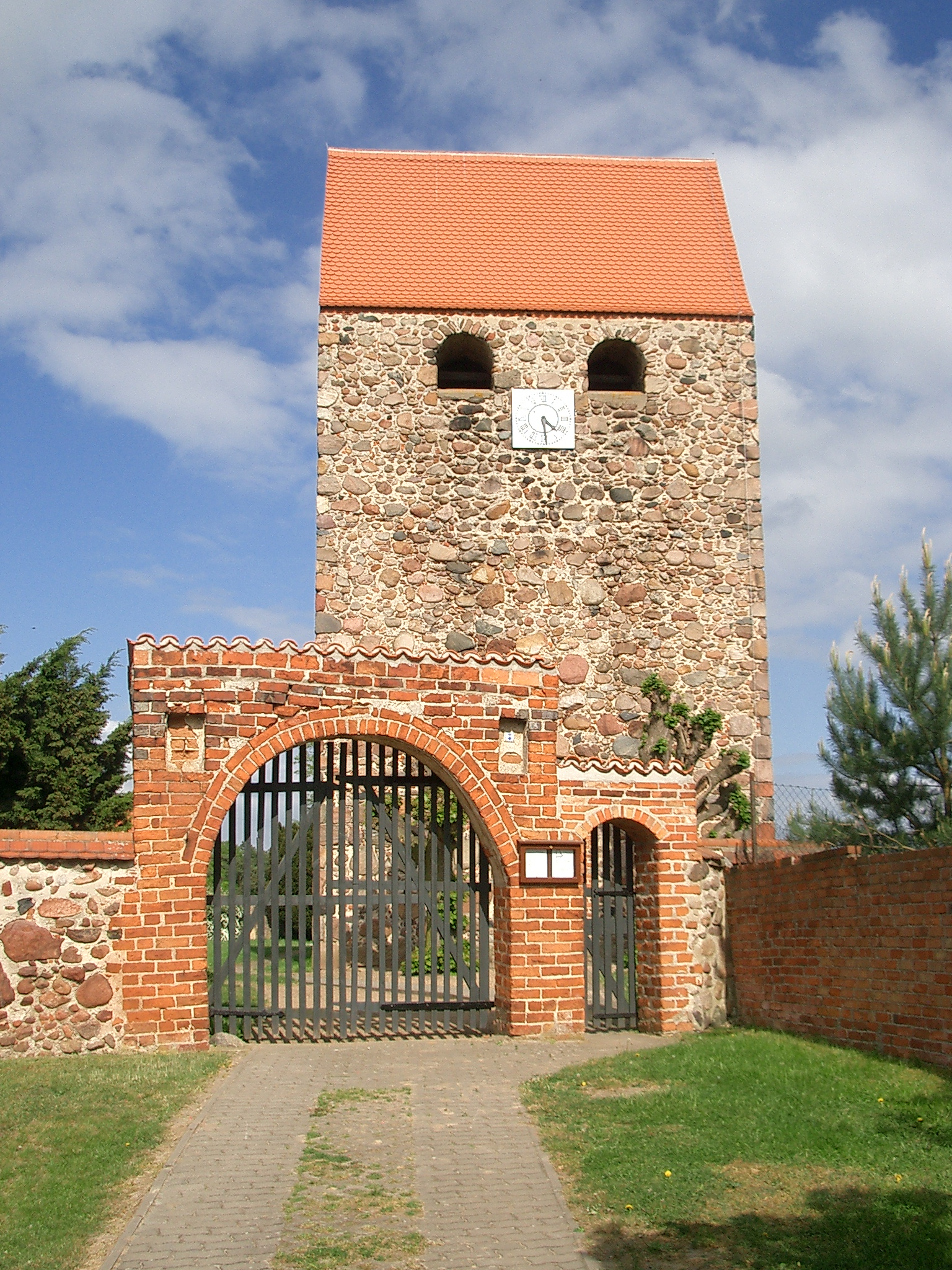
Toren van de dorpskerk te Schernikau
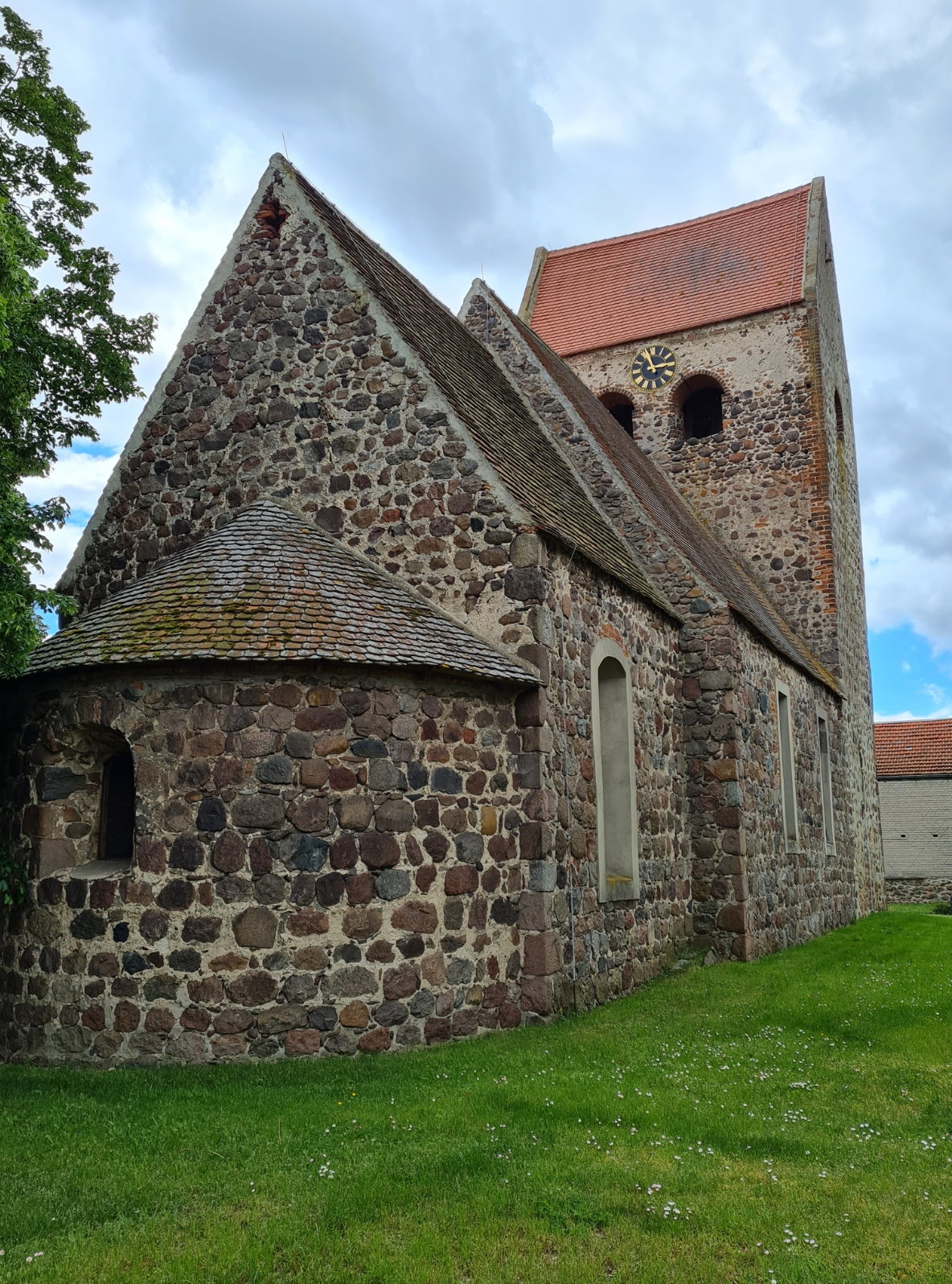
Dorpskerk te Belkau